# Big Willie Style
Big Willie Style es el primer álbum de estudio grabado por Will Smith,
después de pasar la mayor parte de su carrera como parte de DJ Jazzy Jeff & The Fresh Prince. El álbum, considerado por los críticos y fanes como su signature album, fue lanzado por Columbia Records en Estados Unidos el 3 de octubre de 1997 presentandó un total de cuatro hit´s. "Men In Black" banda sonora para la la película del mismo nombre), "Gettin' Jiggy Wit It" (que redefinió popularmente el uso de la palabra jiggy), "Miami" y el significativo mensaje a los padres e hijos de "Just the Two of Us".
El primer sencillo del álbum, "Men in Black", no fue lanzado en los EE. UU. como sencillo lo que no le permitió figurar en la lista del Billboard. "Men In Black" sin embargo cuando se lanzó a todo el mundo alcanzó el # 1 en muchos países. La canción pasó un mes entero en la parte superior del Reino Unido de su Top Chart, convirtiéndose en la 6 ª mayor canción de éxito en 1997. El segundo sencillo del álbum, "Just Cruisin'" fue también parte del soundtrack de la película "Men in Black". La pista sólo se incluye en la edición británica de
"Big Willie Style". "Gettin' Jiggy wit It" fue un gran éxito, estando 2 semanas como # 1 en la Billboard Hot 100 desde el 14 de marzo de 1998 al 28 de marzo del mismo año. La pista ocupó el Top 5 en otros lugares. Como el cuarto sencillo se lanzó "Just the Two of Us" el cual se lanzó en agosto de 1998, y fue otro gran éxito, alcanzando el # 2 en el Reino Unido y los EE. UU. El último sencillo "Miami", estuvo acompañado de un costoso y ambicioso video musical, y fue lanzado en noviembre de 1998. La pista también hizo un impresionante rendimiento en los gráficos de las listas, alcanzando el # 3 en el Reino Unido y # 17 en los EE. UU.
En los EE. UU. el álbum debutó en el # 31 y luego comenzó a perder posiciones hasta que "Gettin' Jiggy wit It" fue lanzada, alcanzando el número # 10. Poco después, el álbum comenzó a caer de nueva cuenta, pero, con el lanzamiento de "Just the Two of Us", el álbum alcanzó un nuevo máximo logrando la posición # 8, donde pasó 3 semanas. En los EE. UU. estuvo un total de 7 semanas en el Top 10, 69 semanas en el Top 40 y 99 semanas en todo el Billboard 200. El álbum logró 9 discos de platino por la RIAA el 20 de julio de 2000, lograndoo 9 millones de copias vendidas tan solo en los EE. UU.
Mientras tanto, el álbum debutó en el Reino Unido en el número # 63 y luego cayó posiciones muy rápidamente, pero tras el lanzamiento de "Gettin' Jiggy wit It", alcanzó el # 11 en marzo de 1998. De igual forma, el álbum comenzó a caer de nuevo en la lista, pero se mantuvo constante durante el 98 tras los posteriores singles. Luego, a finales de enero de 1999, con el lanzamiento de "Miami", el álbum alcanzó su top logrando poscicionarse en la posición # 9, con lo que a continuación, comenzó su caída final en los gráficos. 
Sus ventas en todo el mundo fueron de más de 14 millones de discos, por lo que es uno de los mejores álbumes de rap en venta de todos los tiempos.
Smith ganó 2 Premios Grammy por mejor actuación de rap en solitario para la categoría de canciones por " Men in Black", en 1997, y por "Gettin 'Jiggy Wit it ", en 1998, haciendo de Smith el único artista en la historia en recibir dos Grammy en esta categoría, por dos canciones del mismo álbum.
Nas también fue un coescritor en este álbum junto a Will Smith. Se le atribuye bajo su nombre real, Nasir Jones y trabajó en 3 de las canciones del álbum incluyendo el hit # 1 "Getting Jiggy Wit It".

## Lista de canciones
| #  | Título                         | Duración |
| -- | ------------------------------ | -------- |
| 1  | "Intro"                        | 1:51     |
| 2  | "Y'All Know"                   | 3:57     |
| 3  | "Gettin' Jiggy With It"        | 3:47     |
| 4  | "Candy"                        | 3:56     |
| 5  | "Chasing Forever"              | 4:16     |
| 6  | "Keith B-Real I (Interlude)"   | 1:07     |
| 7  | "Don't Say Nothin"             | 4:22     |
| 8  | "Miami"                        | 3:17     |
| 9  | "Yes Yes Y'All"                | 4:23     |
| 10 | "I Loved You"                  | 4:12     |
| 11 | "Keith B-Real II (Interlude)"  | 0:30     |
| 12 | "It's All Good"                | 4:04     |
| 13 | "Just the Two of Us"           | 5:15     |
| 14 | "Keith B-Real III (Interlude)" | 1:54     |
| 15 | "Big Willie Style"             | 3:35     |
| 16 | "Men In Black"                 | 3:47     |
| 17 | "Just Cruisin'"                | 3:59     |

## Gráficos
| Año  | Gráfico                | Posición |
| ---- | ---------------------- | -------- |
| 1997 | The Billboard 200      | 8        |
| 1997 | Top R&B/Hip-Hop Albums | 9        |
| 1997 | Top Canadian Albums    | 14       |

Solitario
| Año  | Solitario              | Gráfico                          | Posición |
| ---- | ---------------------- | -------------------------------- | -------- |
| 1997 | "Gettin' Jiggy Wit It" | Rhythmic Top 40                  | 5        |
| 1997 | "Men in Black"         | Hot Latin Tracks                 | 39       |
| 1997 | "Men in Black"         | Latin Pop Airplay                | 7        |
| 1997 | "Men in Black"         | Latin Tropical/Salsa Airplay     | 13       |
| 1997 | "Men in Black"         | Rhythmic Top 40                  | 1        |
| 1997 | "Men in Black"         | Top 40 Mainstream                | 2        |
| 1997 | "Just Cruisin'"        | Billboard Hot 100                | 56       |
| 1997 | "Just Cruisin'"        | Canadian Singles Chart           | 23       |
| 1997 | "Just Cruisin'"        | UK Singles Chart                 | 83       |
| 1998 | "Gettin' Jiggy Wit It" | Hot Latin Tracks                 | 37       |
| 1998 | "Gettin' Jiggy Wit It" | Hot R&B/Hip-Hop Singles & Tracks | 6        |
| 1998 | "Gettin' Jiggy Wit It" | Hot Rap Singles                  | 1        |
| 1998 | "Gettin' Jiggy Wit It" | Latin Pop Airplay                | 17       |
| 1998 | "Gettin' Jiggy Wit It" | Latin Tropical/Salsa Airplay     | 16       |
| 1998 | "Gettin' Jiggy Wit It" | The Billboard Hot 100            | 1        |
| 1998 | "Gettin' Jiggy Wit It" | Top 40 Mainstream                | 5        |
| 1998 | "Just the Two of Us"   | Hot R&B/Hip-Hop Singles & Tracks | 17       |
| 1998 | "Just the Two of Us"   | Hot Rap Singles                  | 1        |
| 1998 | "Just the Two of Us"   | Rhythmic Top 40                  | 2        |
| 1998 | "Just the Two of Us"   | The Billboard Hot 100            | 20       |
| 1998 | "Just the Two of Us"   | Top 40 Mainstream                | 6        |
| 1998 | "Miami"                | Rhythmic Top 40                  | 4        |
| 1998 | "Miami"                | The Billboard Hot 100            | 17       |
| 1998 | "Miami"                | Top 40 Mainstream                | 7        |
| 1998 | "Miami"                | Top 40 Tracks                    | 6        |
| 1998 | "Miami"                | Hot R&B/Hip-Hop Singles & Tracks | 73       |

- Datos: Q859525